# Bobbi Eden: Dubbel D in LA
Bobbi Eden: Dubbel D in LA is een Nederlandse realityserie. De acht afleveringen werden in 2014 uitgezonden op RTL 5. 
In het programma staat de Nederlandse pornoactrice, columniste en glamourmodel Bobbi Eden centraal. Ze is afkomstig uit en woonachtig in Den Haag. De pornoactrice wordt door camera's gevolgd bij haar werkzaamheden in de porno-industrie en in de thuissituatie met haar man, die ook haar manager is. 
De reden dat televisiezender RTL 5 Bobbi Eden heeft gevraagd om mee te werken aan een realityserie is dat ze in april 2014 ruim 1,7 miljoen kijkers trok met een aflevering van het programma Jouw vrouw, mijn vrouw (VIPS).

## Personen
| Naam         | Relatie                            |
| ------------ | ---------------------------------- |
| Bobbi Eden   | zichzelf                           |
| Mark Laurenz | man en manager van Bobbi Eden      |
| Jacqueline   | zus van Bobbi Eden                 |
| Puma Swede   | vriendin en collega van Bobbi Eden |
| Will         | goede vriend van Bobbi Eden        |